# My Best Friend (Little Glee Monsterの曲)
「My Best Friend」（マイ・ベスト・フレンド）は、Little Glee Monsterの5枚目のシングル。2016年5月11日にソニー・ミュージックレコーズから発売。

## 内容
前作『好きだ。』から約8ヶ月振りとなるシングル。

### 楽曲解説
My Best Friend
- 『ラウンドワン』CMソング[1]。
- 「女の子同士の友情」をテーマにした軽快なポップナンバー。[2][3]。この曲はラウンドワンのCMソングとして書き下された楽曲であり、manakaは「みんなで遊んでいる様子を想像しながらレコーディングしたので、楽しい気持ちが伝わったらいいなと思います」と語っている。アートワークも本曲の世界観を反映したものになっている[4]。
- ミュージック・ビデオは、ライブの映像から始まり、ライブを終えたメンバーたちが渋谷やお台場で一途に遊び回るという趣向になっており、前半はCD音源、後半は生歌・生演奏で構成されている。

Happy Gate
- メンバーも出演した「ソニー損保」CMソングに起用された楽曲である。しかし、CMで使用された音源とは歌詞が異なっている。ちなみに、2025年現在もCMの冒頭で流れるジングルはLittle Glee Monsterが発祥である[5]。

Never ending dreamer
- 毎日放送系「みんなの甲子園」テーマソング。
- リリース前の2016年3月に開催された「リトグリ 春のZeppツアー2016 〜Colorful Monster〜」にて先行披露された。

JOY
- 前山田健一が作詞作曲を手掛けており、レコーディングにも参加した。
- メンバー曰く、収録された4曲の中で本曲が一番難しかった曲であり、芹奈は「リズムは4拍子なんですけど、その中にちょっと跳ねてる感じがあるんです。でも跳ねすぎてもダメで、曲本来の持ち味を消してしまう。その中間を狙ってリズムを取って歌うのが、めっちゃ難しくて。前のめりになりすぎても、後ノリになりすぎてもダメなんですよね。」と語っている[6]。

## リリース

### 形態
| 発売日        | レーベル    | 最高順位 | 販売形態 | 規格品番    | 備考   |
| ------------- | ----------- | -------- | -------- | ----------- | ------ |
| 2016年5月11日 | gr8!records | 5位      | CD+DVD   | SRCL-9053/4 | 初回盤 |
| 2016年5月11日 | gr8!records | 5位      | CD       | SRCL-9055   | 通常盤 |

### 特典
出典：
- 応援店舗 - 告知ポスター
- HMV - オリジナルトレカ（メンバーソロ6種の内ランダムで1種）
- タワーレコード - オリジナルクリアファイル（2種の内ランダムで1種）
- TSUTAYA - オリジナルポストカード
- 新星堂 - オリジナルステッカー
- 山野楽器 - 専用応募ハガキ（スペシャルライブ抽選券）

## 収録曲

### CD
通常盤
| 01           | My Best Friend       | いしわたり淳治 | 丸谷マナブ   | 丸谷マナブ   | 5:08  | MV - YouTube |  |  |
| 02           | Happy Gate           | SoichiroK      | Nozomu.s     | soulife      | 3:26  |              |  |  |
| 03           | Never ending dreamer | 前田甘露       | 橋本幸太     | 橋本幸太     | 3:49  |              |  |  |
| 04           | JOY                  | 前山田健一     | 太田貴之     | 太田貴之     | 4:31  |              |  |  |
| 合計収録時間 | 合計収録時間         | 合計収録時間   | 合計収録時間 | 合計収録時間 | 16:55 |              |  |  |

初回盤
| 01           | My Best Friend                | いしわたり淳治 | 丸谷マナブ   | 丸谷マナブ   | 5:08  | MV - YouTube |  |  |
| 02           | Happy Gate                    | SoichiroK      | Nozomu.s     | soulife      | 3:26  |              |  |  |
| 03           | Never ending dreamer          | 前田甘露       | 橋本幸太     | 橋本幸太     | 3:49  |              |  |  |
| 04           | JOY                           | 前山田健一     | 太田貴之     | 太田貴之     | 4:31  |              |  |  |
| 05           | My Best Friend -instrumental- |                |              |              | 5:08  |              |  |  |
| 合計収録時間 | 合計収録時間                  | 合計収録時間   | 合計収録時間 | 合計収録時間 | 22:03 |              |  |  |

### DVD
| #  | 曲名                                | 備考         |
| -- | ----------------------------------- | ------------ |
| 01 | 小さな恋が、終わった -Making Movie- | MV - YouTube |
| 02 | 小さな恋が、終わった -Music Video-  |              |

## 収録作品
My Best Friend
- 『Joyful Monster』(#2)
- 『OVER/ヒカルカケラ 』(#3)
  - ライブ・ヴァージョンで収録。
- 『GRADATI∞N』(#7)
  - GRADATI∞N ver.で収録。

Happy Gate
- 『Joyful Monster』(#9)

JOY
- 『Joyful Monster』(#14)

## ライブ映像作品
| 曲名           | 公演                                                                   |
| -------------- | ---------------------------------------------------------------------- |
| My Best Friend | Little Glee Monster Live in武道館〜はじまりのうた〜                    |
| My Best Friend | Little Glee Monster Arena Tour 2018 -juice!!!!!- at YOKOHAMA ARENA     |
| My Best Friend | Little Glee Monster 5th Celebration Tour 2019 〜MONSTER GROOVE PARTY〜 |
| My Best Friend | Little Glee Monster 10th Anniversary Live                              |
| Happy Gate     | Little Glee Monster Live in武道館〜はじまりのうた〜                    |
| JOY            | Little Glee Monster Live in武道館〜はじまりのうた〜                    |
| JOY            | Little Glee Monster 10th Anniversary Live                              |